# Мемориал братьев Знаменских 2007
49-й Мемориал братьев Знаменских — международный легкоатлетический турнир, состоявшийся 9 июня 2007 года на стадионе «Метеор» в подмосковном городе Жуковском, Россия. Проводился под эгидой Европейской легкоатлетической ассоциации, имел статус EAA Area Permit Meeting. Программа состояла из двух частей, утром прошёл розыгрыш всероссийских соревнований, а вечером — международных.
В итоге турнир получил наивысший показатель в рейтинге EAA Permit, набрав 81069 очков, и в следующем сезоне стал частью Мирового тура IAAF.

## Результаты

### Мужчины
| Дисциплина              | Золото                     | Золото   | Серебро                      | Серебро  | Бронза                                | Бронза   |
| ----------------------- | -------------------------- | -------- | ---------------------------- | -------- | ------------------------------------- | -------- |
| 100 м (ветер: +2,0 м/с) | Матиц Осовникар Словения   | 10,24    | Андрей Епишин Россия         | 10,32    | Игорь Гостев Россия                   | 10,34    |
| 200 м                   | Роман Смирнов Россия       | 21,02    | Иван Теплых Россия           | 21,15    | Владислав Фролов Россия               | 21,27    |
| 400 м                   | Максим Дылдин Россия       | 45,92    | Данель Домбровский Польша    | 46,13    | Карлос Санта Доминиканская Республика | 46,21    |
| 800 м                   | Иван Нестеров Россия       | 1.49,81  | Дмитрий Букреев Россия       | 1.50,06  | Александр Дубровин Россия             | 1.50,37  |
| 1500 м                  | Сергей Иванов Россия       | 3.43,74  | Юрий Колдин Россия           | 3.43,78  | Дмитрий Богданов Россия               | 3.44,04  |
| 5000 м                  | Джеффри Кипнгено Кения     | 13.37,37 | Мозес Киген Кения            | 13.37,69 | Александр Орлов Россия                | 13.37,88 |
| 3000 м с препятствиями  | Андрей Фарносов Россия     | 8.31,18  | Пётр Иваненко Россия         | 8.34,37  | Роман Усов Россия                     | 8.37,57  |
| 110 м с барьерами       | Игорь Перемота Россия      | 13,55    | Евгений Борисов Россия       | 13,82    | Яков Петров Россия                    | 13,82    |
| 400 м с барьерами       | Александр Деревягин Россия | 50,50    | Владимир Антманис Россия     | 51,38    | Руслан Мащенко Россия                 | 51,77    |
| Прыжок в высоту         | Вячеслав Воронин Россия    | 2,27     | Андрей Терёшин Россия        | 2,23     | Богдан Бондаренко Украина             | 2,19     |
| Прыжок с шестом         | Евгений Лукьяненко Россия  | 5,70     | Игорь Павлов Россия          | 5,55     | Александр Авербух Израиль             | 5,55     |
| Прыжок в длину          | Кирилл Сосунов Россия      | 7,77     | Руслан Гатауллин Россия      | 7,69     | Дмитрий Сапинский Россия              | 7,59     |
| Тройной прыжок          | Даниил Буркеня Россия      | 17,00    | Дмитрий Валюкевич Словакия   | 16,92    | Александр Сергеев Россия              | 16,83    |
| Толкание ядра           | Павел Софьин Россия        | 20,38    | Иван Юшков Россия            | 19,90    | Александр Греков Россия               | 19,42    |
| Метание диска           | Богдан Пищальников Россия  | 60,81    | Александр Боричевский Россия | 60,15    | Станислав Алексеев Россия             | 58,70    |
| Метание молота          | Игорь Виниченко Россия     | 74,78    | Кирилл Иконников Россия      | 74,75    | Сергей Кирмасов Россия                | 73,51    |
| Метание копья           | Сергей Макаров Россия      | 87,32    | Александр Иванов Россия      | 86,71    | Игорь Сухомлинов Россия               | 79,88    |

### Женщины
| Дисциплина                          | Золото                           | Золото  | Серебро                          | Серебро | Бронза                       | Бронза  |
| ----------------------------------- | -------------------------------- | ------- | -------------------------------- | ------- | ---------------------------- | ------- |
| 100 м (ветер: +2,7 м/с)             | Евгения Полякова Россия          | 11,09   | Дебби Фергюсон Багамские Острова | 11,27   | Наталья Русакова Россия      | 11,32   |
| 200 м                               | Наталья Русакова Россия          | 23,15   | Елена Болсун Россия              | 23,27   | Наталья Муринович Россия     | 23,41   |
| 400 м                               | Светлана Поспелова Россия        | 51,97   | Жанна Кащеева Россия             | 52,08   | Анастасия Овчинникова Россия | 52,30   |
| 800 м                               | Елена Соболева Россия            | 1.59,49 | Оксана Зброжек Россия            | 2.00,10 | Светлана Черкасова Россия    | 2.00,32 |
| 1500 м                              | Татьяна Бельтюкова Россия        | 4.08,61 | Анна Альминова Россия            | 4.08,95 | Наталья Павловская Россия    | 4.13,96 |
| 3000 м                              | Ольга Комягина Россия            | 8.43,95 | Лилия Шобухова Россия            | 8.44,30 | Ксения Агафонова Россия      | 8.53,40 |
| 3000 м с препятствиями              | Гульнара Галкина-Самитова Россия | 9.14,37 | Елена Сидорченкова Россия        | 9.38,73 | Мекдес Бекеле Эфиопия        | 9.41,50 |
| 100 м с барьерами (ветер: +1,9 м/с) | Татьяна Павлий Россия            | 12,80   | Александра Антонова Россия       | 12,86   | Юлия Кондакова Россия        | 12,95   |
| 400 м с барьерами                   | Наталья Иванова Россия           | 54,76   | Евгения Исакова Россия           | 55,97   | Екатерина Бикерт Россия      | 56,38   |
| Прыжок в высоту                     | Екатерина Савченко Россия        | 1,92    | Светлана Школина Россия          | 1,92    | Виктория Клюгина Россия      | 1,89    |
| Прыжок в длину                      | Татьяна Лебедева Россия          | 6,84    | Татьяна Котова Россия            | 6,78    | Ирина Симагина Россия        | 6,64    |
| Тройной прыжок                      | Олеся Забара Россия              | 14,31   | Екатерина Каюкова Россия         | 14,13   | Виктория Гурова Россия       | 13,95   |
| Толкание ядра                       | Анна Омарова Россия              | 19,68   | Анна Авдеева Россия              | 19,11   | Ирина Худорошкина Россия     | 18,66   |
| Метание диска                       | Дарья Пищальникова Россия        | 61,91   | Оксана Есипчук Россия            | 60,90   | Светлана Сайкина Россия      | 57,04   |
| Метание молота                      | Гульфия Ханафеева Россия         | 74,32   | Бетти Хайдлер Германия           | 73,23   | Камила Сколимовская Польша   | 72,32   |
| Метание копья                       | Оксана Громова Россия            | 60,09   | Лада Чернова Россия              | 60,00   | Мария Яковенко Россия        | 59,10   |